# 網頁程式設計
网页程序设计是指使用网页设计程序语言设计交互式的网页，又称动态网页，动态网页是指网页的内容是否可根据某种条件的改变而自动改变，如網頁計數器就是动态的，当有人点击我们的网页时，網頁計數器的值会自动增加；BBS论坛也是动态的，当用户在论坛上发布信息时，网页内容会自动更新，显示出新发布的信息及相关回复；等等。需要注意的是GIF动画和Flash动画是静态的。因为，这些动画一旦制作完成后，就不会再改变了，尽管Flash动画可以响应用户的事件。 

## 常见的网页程序语言
- 在Web服务器端，有
  - ASP（Active Server Pages）
  - ASP.NET
  - CGI（Common Gateway Interface，公用网关接口）/FastCGI
    - Shell script（如ksh，bash等）
    - Perl（常用）
    - C++
    - 其他任何程序设计语言

  - ColdFusion
  - Java/JSP (Java Server Pages)
  - Perl（Practical Extraction and Report Language，文字分析报告语言）
  - PHP（Hypertext Preprocessor）
  - Python
  - Ruby
  - Smalltalk等等。
- 在瀏覽器端，有
  - JavaScript
  - ActionScript（用於Flash）等等。